# Іван (Ступницький)
Іва́н Сату́рнін Ступни́цький (пол. Jan Saturnin Stupnicki; 16 жовтня 1816, Сухоріччя (нині Пустомитівський район Львівської області) — 21 грудня 1890, Перемишль) — церковний діяч, єпископ Перемишльської єпархії УГКЦ, аматор-археолог та нумізмат, брат лікаря Юліана Ступницького.

## Короткий життєпис
Народився в селі Сухоріччя, син судді Станіслава Ступницького та Анастасії з родини Білявських.
Початкову школу та ґімназію закінчив у Львові. У 1836 р. розпочав навчання у Львівській греко-католицькій духовній семінарії, 9 червня 1842 висвячений на священика. До 1843 р. був парохом у с. Тростянець, доки його не призначили реєстратором митрополичої консисторії у Львові. 1858 р. призначений канцлером, а 1867 р. каноніком Львівської капітули. У 1862—1872 роках виконував обов'язки директора Галицької кредитної ощадної каси.
26 травня 1871 року призначений Перемиським греко-католицьким єпископом, але потвердження від митрополита отримав аж через рік 8 вересня 1872 р. Хіротонія відбулась 20 жовтня цього ж року. Оборонець прав священиків перед галицьким намісником. У 1877 р. отримав титул Помічника Папського трону, а в 1881 р. австро-угорський цісарський орден Залізної Корони ІІ-го класу.
Як посол Галицького Крайового Сейму і його віце-маршалок (1873—1883) спричинився до заснування 1888 року українських класів при польській державній гімназії в Перемишлі (1895-го створено державну гімназію з українською мовою навчання). З 1863 р. входив до складу Міністерської археологічної комісії та Центральної консерваційної комісії у Відні, беручи особисто участь в археологічних розкопках по всій Галичині. Колекціонував монети з усього світу, писав розвідки про галицько-волинські й польські монети.
Помер 21 грудня 1890 в Перемишлі). 27 грудня 1890 був похований там же на Головному цвинтарі).

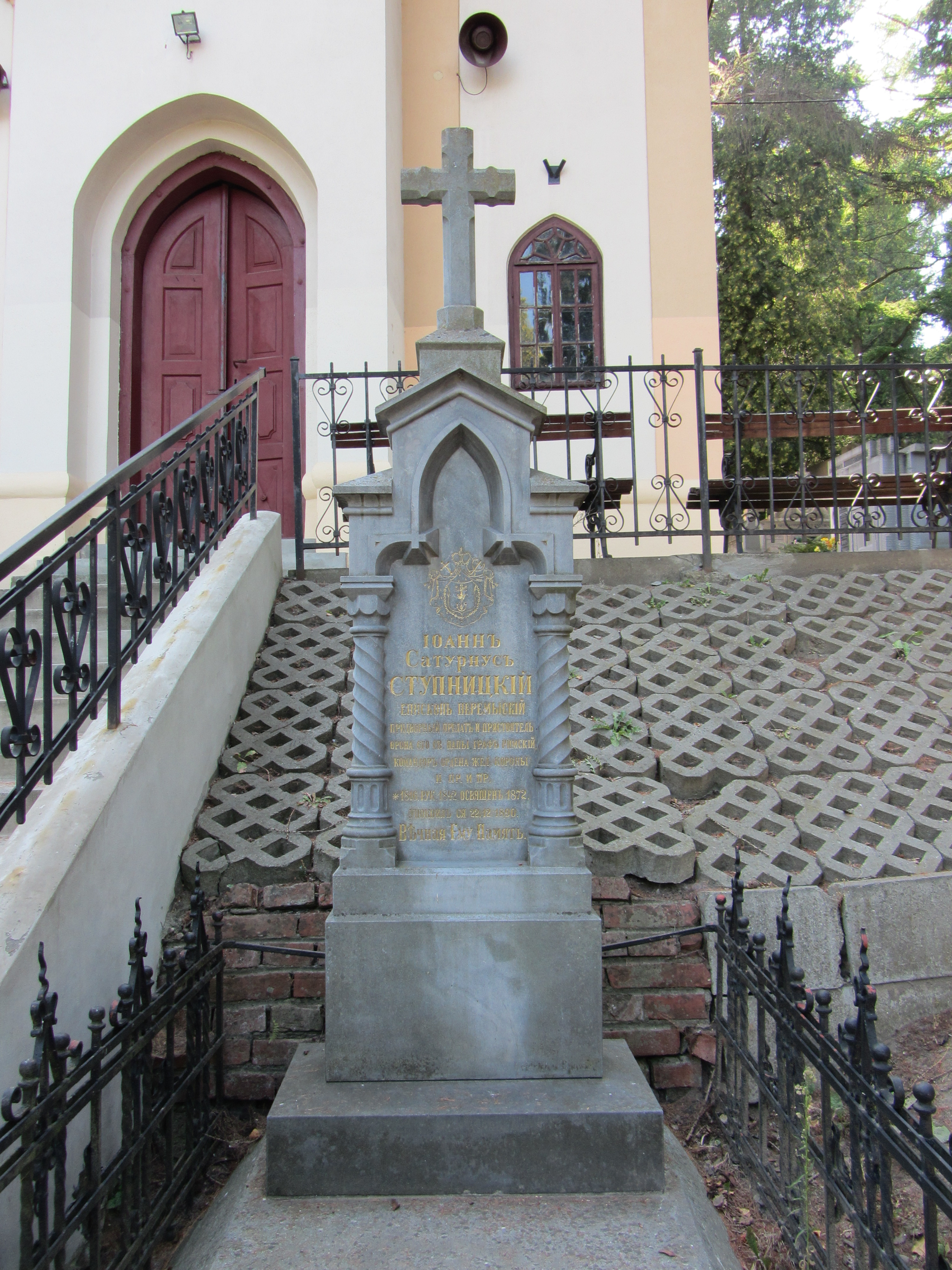
Могила владики Ступницького на Центральному цвинтарі в Перемишлі